# Sarah Jentgens
Sarah Jentgens (Colônia, 30 de agosto de 1982) é uma ex-patinadora artística alemã. Ela foi com Mirko Müller campeã do campeonato nacional alemão em 2002.

## Principais resultados

### Duplas

#### Com Mirko Müller
| Resultados         | Resultados      | Resultados    | Resultados    | Resultados    | Resultados    | Resultados    | Resultados    | Resultados    | Resultados    | Resultados    | Resultados    | Resultados    | Resultados    |
| Internacional      | Internacional   | Internacional | Internacional | Internacional | Internacional | Internacional | Internacional | Internacional | Internacional | Internacional | Internacional | Internacional | Internacional |
| Evento/Temporada   | 2001– 2002      |               |               |               |               |               |               |               |               |               |               |               |               |
| ------------------ | --------------- | ------------- | ------------- | ------------- | ------------- | ------------- | ------------- | ------------- | ------------- | ------------- | ------------- | ------------- | ------------- |
| Campeonato Europeu | WD              |               |               |               |               |               |               |               |               |               |               |               |               |
| Nacional           |                 |               |               |               |               |               |               |               |               |               |               |               |               |
| Campeonato Alemão  | Medalha de ouro |               |               |               |               |               |               |               |               |               |               |               |               |
|                    |                 |               |               |               |               |               |               |               |               |               |               |               |               |

### Individual feminino
| Resultados                                                                     | Resultados    | Resultados    | Resultados    | Resultados    | Resultados    | Resultados    | Resultados    | Resultados    | Resultados    | Resultados    | Resultados    | Resultados    | Resultados    |
| Internacional                                                                  | Internacional | Internacional | Internacional | Internacional | Internacional | Internacional | Internacional | Internacional | Internacional | Internacional | Internacional | Internacional | Internacional |
| Evento/Temporada                                                               | 1996– 1997    |               | 1998– 1999    |               |               |               |               |               |               |               |               |               |               |
| ------------------------------------------------------------------------------ | ------------- | ------------- | ------------- | ------------- | ------------- | ------------- | ------------- | ------------- | ------------- | ------------- | ------------- | ------------- | ------------- |
| Ondrej Nepela Memorial                                                         |               | 5.ª           |               |               |               |               |               |               |               |               |               |               |               |
| Internacional – Júnior                                                         |               |               |               |               |               |               |               |               |               |               |               |               |               |
| JGP JGP França                                                                 |               |               | 10.ª          |               |               |               |               |               |               |               |               |               |               |
| Nacional                                                                       |               |               |               |               |               |               |               |               |               |               |               |               |               |
| Campeonato Alemão                                                              | 10.ª          |               |               |               |               |               |               |               |               |               |               |               |               |
|                                                                                |               |               |               |               |               |               |               |               |               |               |               |               |               |
| Legenda: JGP = Grand Prix Júnior; Competição não foi disputada nesta temporada |               |               |               |               |               |               |               |               |               |               |               |               |               |